# أقنثا ناعمة
أفنثة رهلة أو الأقنثا الناعمة أو شَوْكُ اليَهُودِيِّ أو شَوْكَةُ الرُّنْدِ أو رِجْلُ الدُّبِّ أو المَسْمَسُ أو البَخْبَخُ (باللاتينية: Acanthus mollis) نوع نباتي يتبع جنس الأقنثا من الفصيلة الأقنتية  ويعود موطنه الأصلي إلى حوض البحر الأبيض المتوسط.
هذا النبات عشبي معمر ذو أوراق كبيرة تتجمع في تكوين وردي، وغالبًا ما تكون الأوراق مفصصة أو ذات حواف مسننة. الأزهار تجمع بين اللون الأرجواني والأبيض، وتنمو مرتبة على سنبلة قائمة.

## الوصف
الأقنثا الناعمة هو نبات عشبي معمّر ذو جذور درنية، ويشكّل تجمعات كثيفة بأوراق قاعدية لامعة ذات لون أخضر داكن. الأوراق مفصصة أو مقسمة وخالية من الشعر، يبلغ طولها حوالي 50 سم (20 إنشًا) وعرضها حوالي 30 سم (12 إنشًا)، وهي مثبتة على أعناق يبلغ طولها بين 20 و30 سم (7.9–11.8 إنشًا). تحمل الأزهار على سنبلة قائمة يصل ارتفاعها إلى 200 سم (79 إنشًا)، وتخرج من الوردة القاعدية للأوراق. الكأسات أرجوانية اللون وتعمل كالشفتين العليا والسفلى للبتلات، حيث يبلغ طول الشفة العليا حوالي 4 سم (1.6 إنش) والسفلى حوالي 3 سم (1.2 إنش). يبلغ طول البتلات حوالي 4–4.5 سم (1.6–1.8 إنش) وتشكّل أنبوبًا يحتوي على حلقة من الشعيرات عند نقطة اتصال الأسدية. يحدث الإزهار خلال فصل الصيف، وتنتج الثمار على شكل كبسولات حادة الأطراف يبلغ طولها حوالي 2 سم (0.79 إنش)، وتحتوي على بذرة واحدة أو بذرتين بنيتين يبلغ طولها حوالي 14 مم (0.55 إنش) وعرضها حوالي 8 مم (0.31 إنش).

## الموئل والانتشار
على الرغم من أن الأقنثا الناعمة موطنه الأصلي شرق ووسط منطقة البحر الأبيض المتوسط، إلا أنه انتشر في العديد من مناطق غرب أوروبا وأجزاء معينة من الأمريكتين وأستراليا ونيوزيلندا وبلاد الشام، حيث يُعتبر نباتًا مجتاحًا (غازيًا) في بعض هذه المناطق.
يُصنف الأقنثا الناعمة كنبات مُلقَّح بالحشرات (حشري التلقيح)، حيث يُلقح حصريًا بواسطة النحل أو النحل الطنان الكبير القادر على دفع الكأس العلوي والسفلي للوصول إلى الرحيق الموجود في قاع الأنبوب الزهري.

## الاستخدام في البستنة
يُكاثر نبات الأقنثا الناعمة عادةً من جذوره الدرنية، حيث يتميز بقدرته على تكوين تجمعات كبيرة ومحلية يمكن أن تعيش لعقود. تبدو هذه التجمعات جذابة وبارزة عند زراعتها بشكل جيد. ومع ذلك، فإن استخدامه كنبات زينة في الحدائق قد يكون محدودًا بسبب انتشاره السريع، إذ يتكاثر بسهولة من البذور أو أجزاء الجذور. بالإضافة إلى ذلك، يُعتبر النبات عرضة للهجمات من القواقع والرخويات، مما قد يؤثر على مظهره ونموه.

## مرادفات للاسم العلمي
مرادفات للإسم العلمي باللاتينية :
- Acanthus hispanicus Loudon، نقحرة : أكانثوس هيسبانيكوس لوودون
- Acanthus latifolius E.Goeze، نقحرة : أكانثوس لاتفوليوس إي جويزه
- Acanthus longifolius Poir، نقحرة : أكانثوس لونجيفوليوس بوار
- Acanthus lusitanicus auct، نقحرة : أكانثوس لوسيتانيكوس أوكت
- Acanthus niger Mill، نقحرة : أكانثوس نيجر ميل
- Acanthus platyphyllus Murb، نقحرة : أكانثوس بلاتيفيلوس مورب
- Acanthus spinosissimus Host، نقحرة : أكانثوس سبينوسيسيموس هوست

## معرض الصور

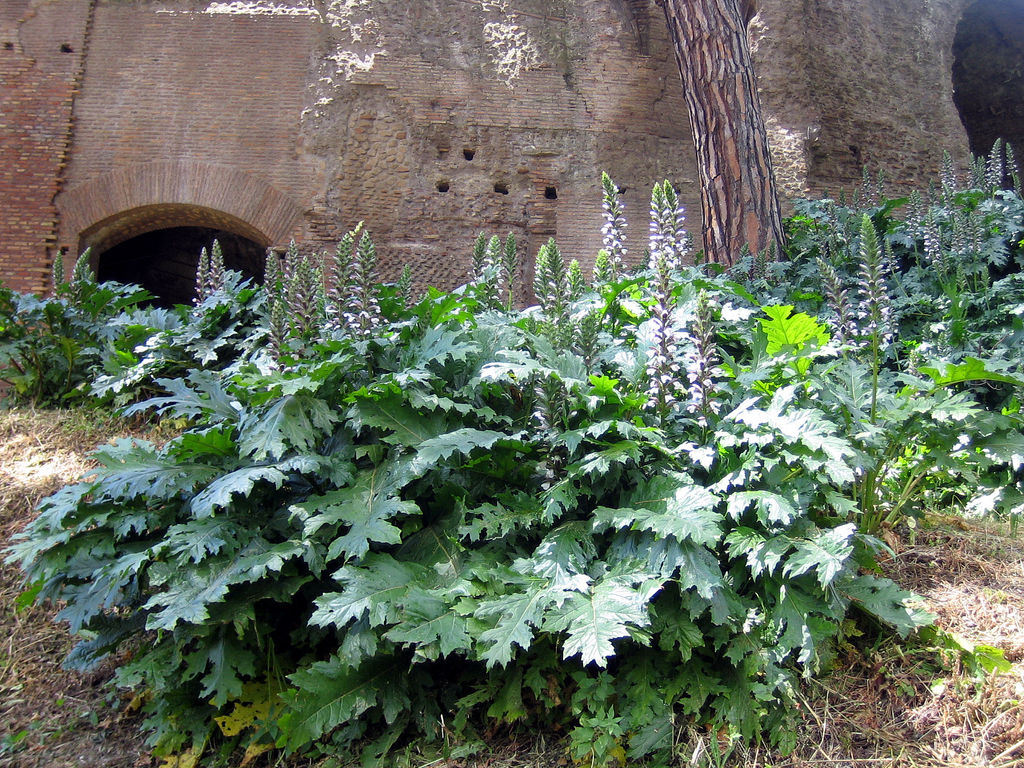
نبات الأقنثا الناعمة في حديقة النباتات.
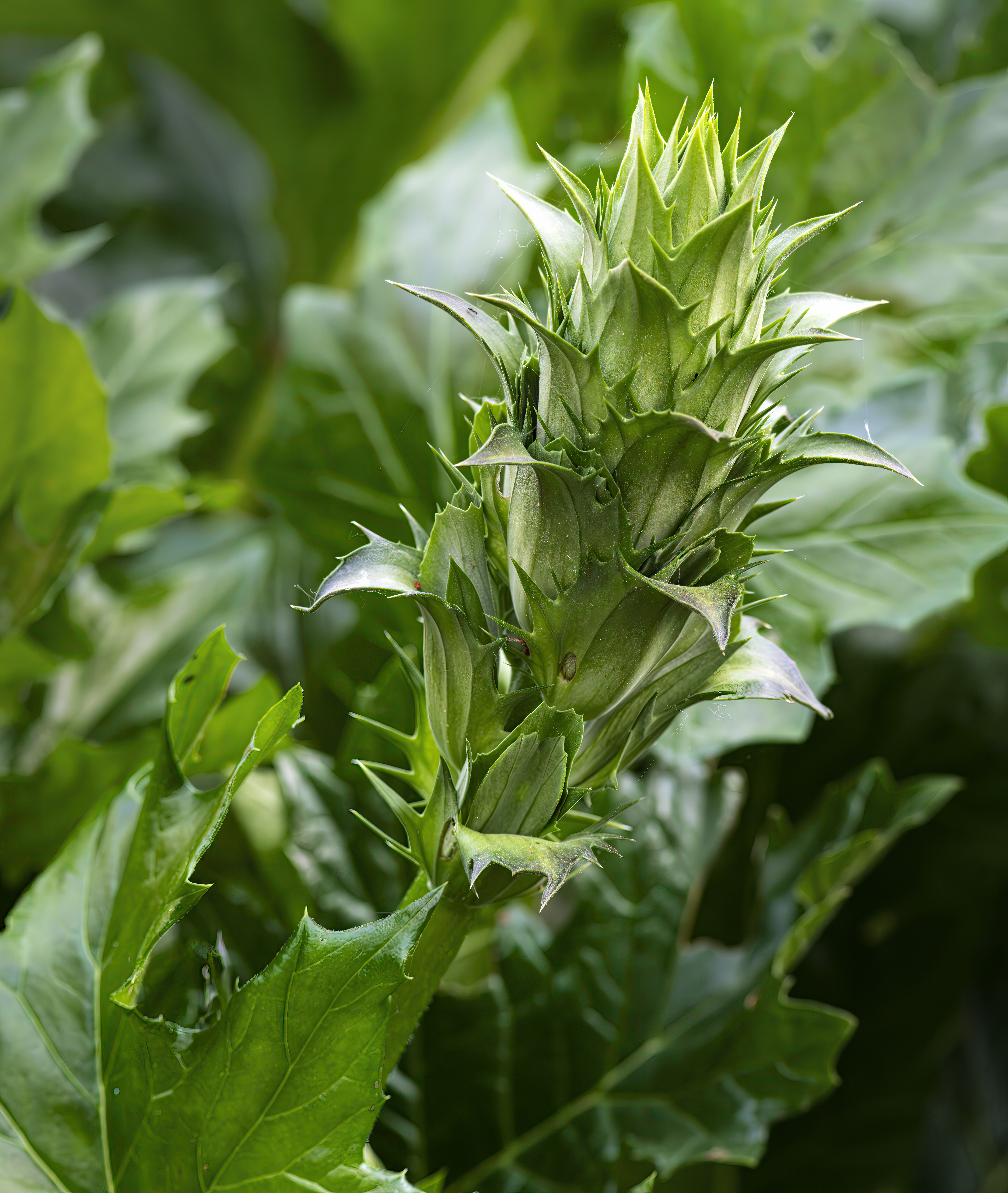
برعم
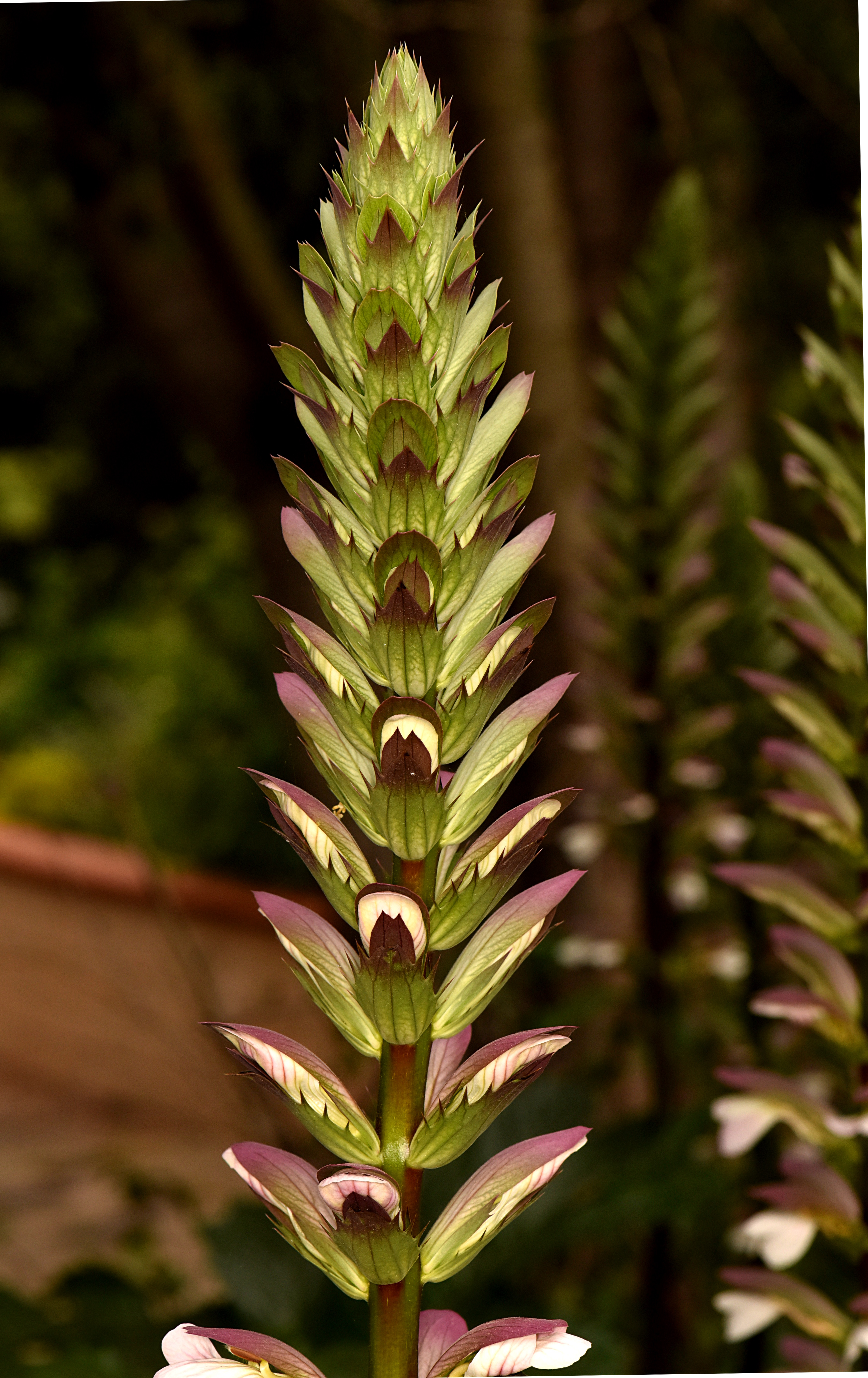
الإزهار
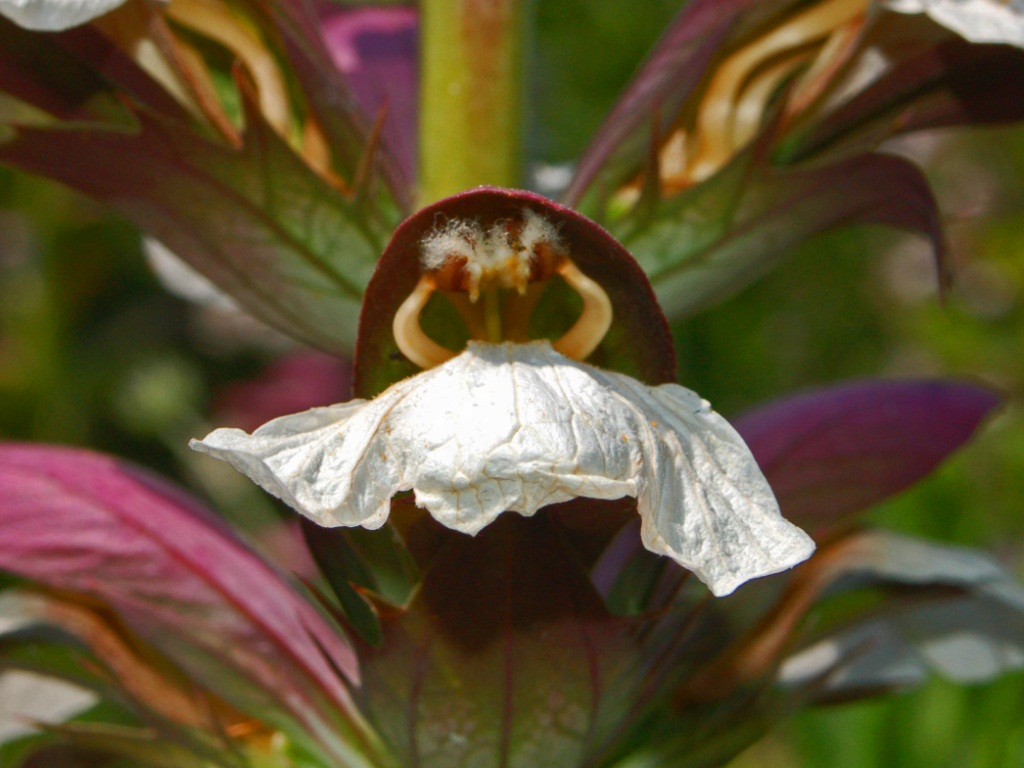
صورة مقربة للأسدية
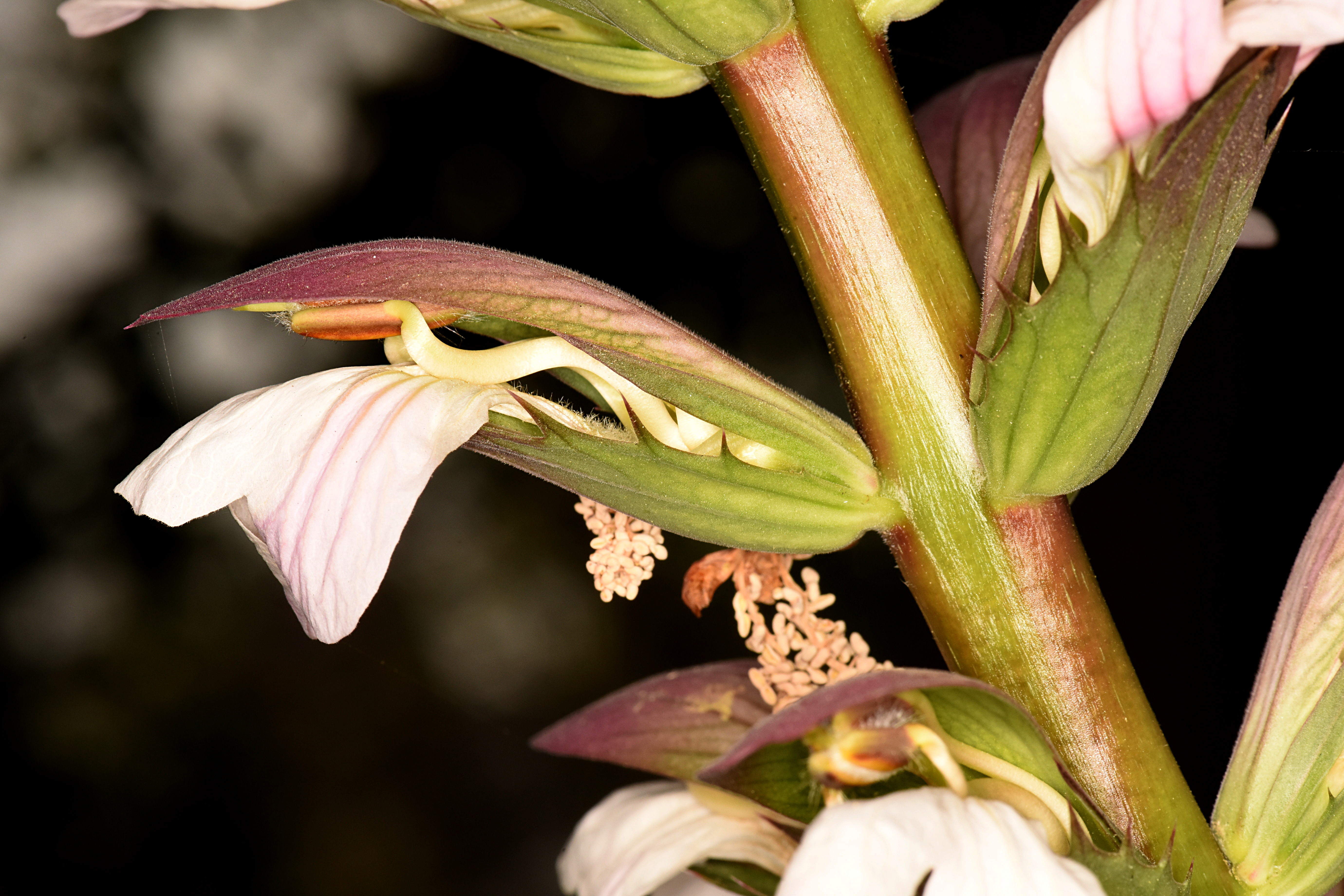
منظر جانبي
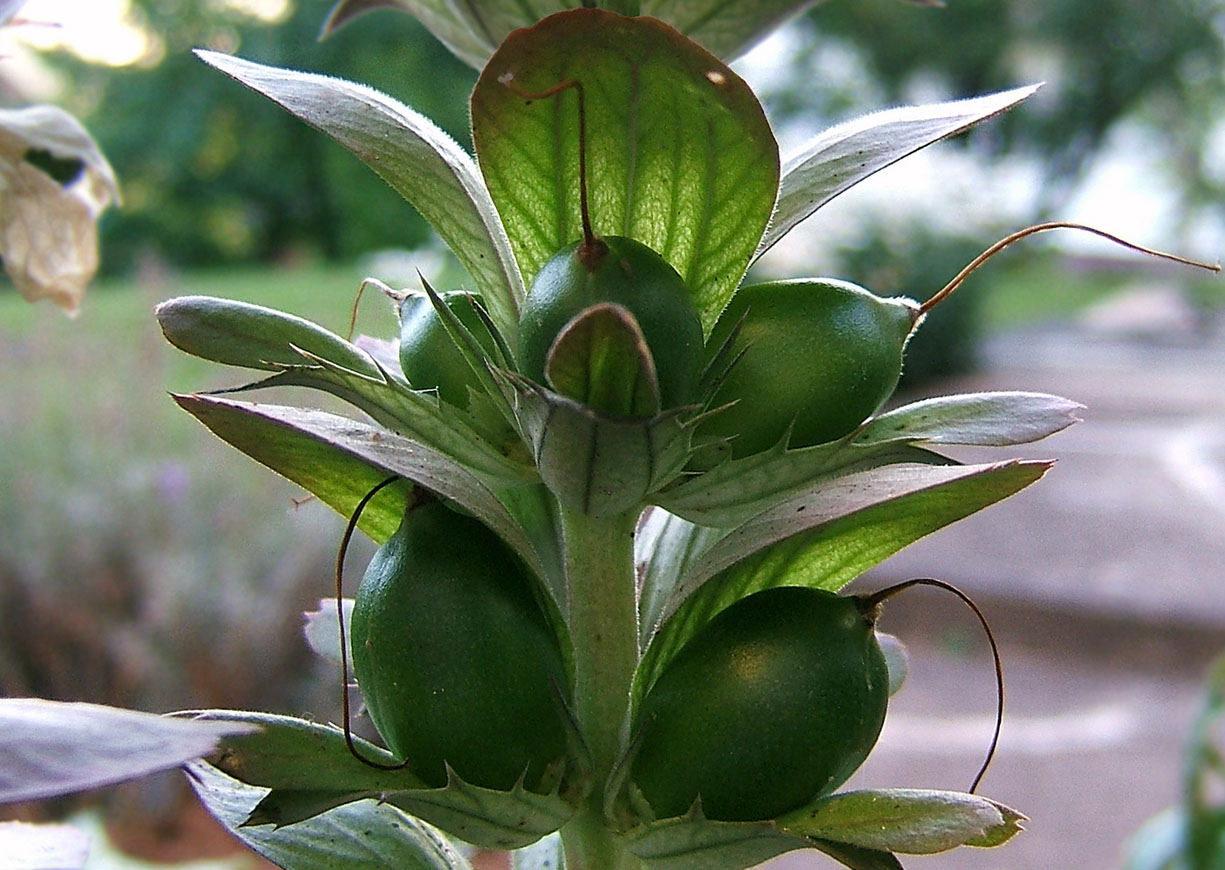
ثمرة
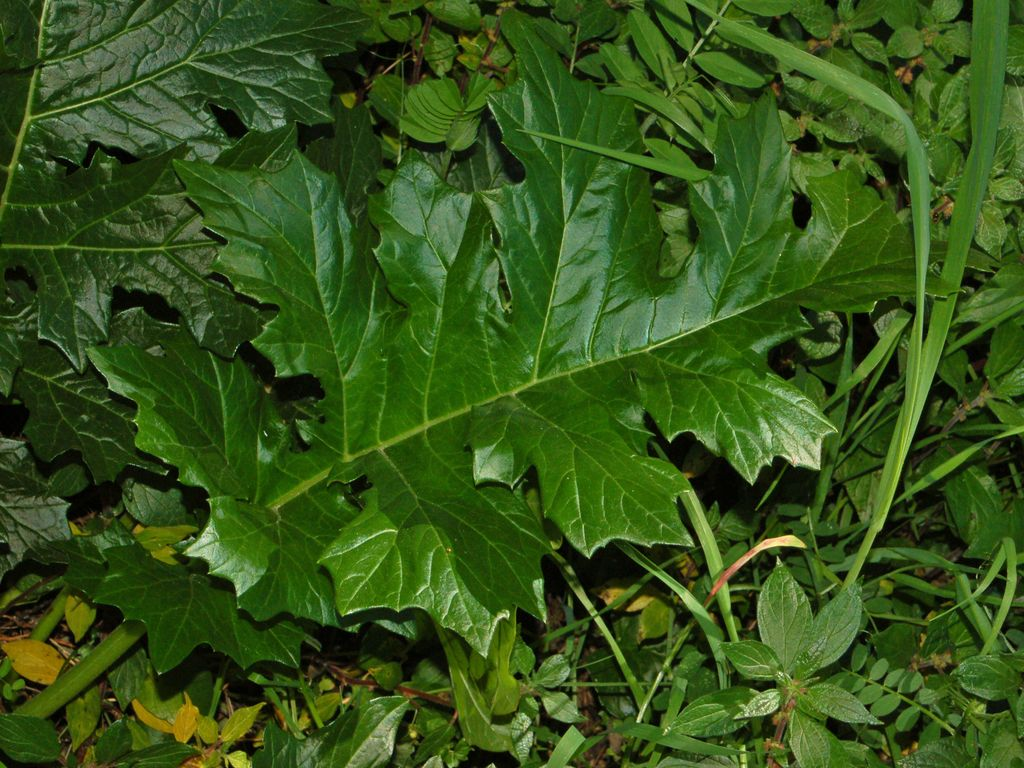
ورقة
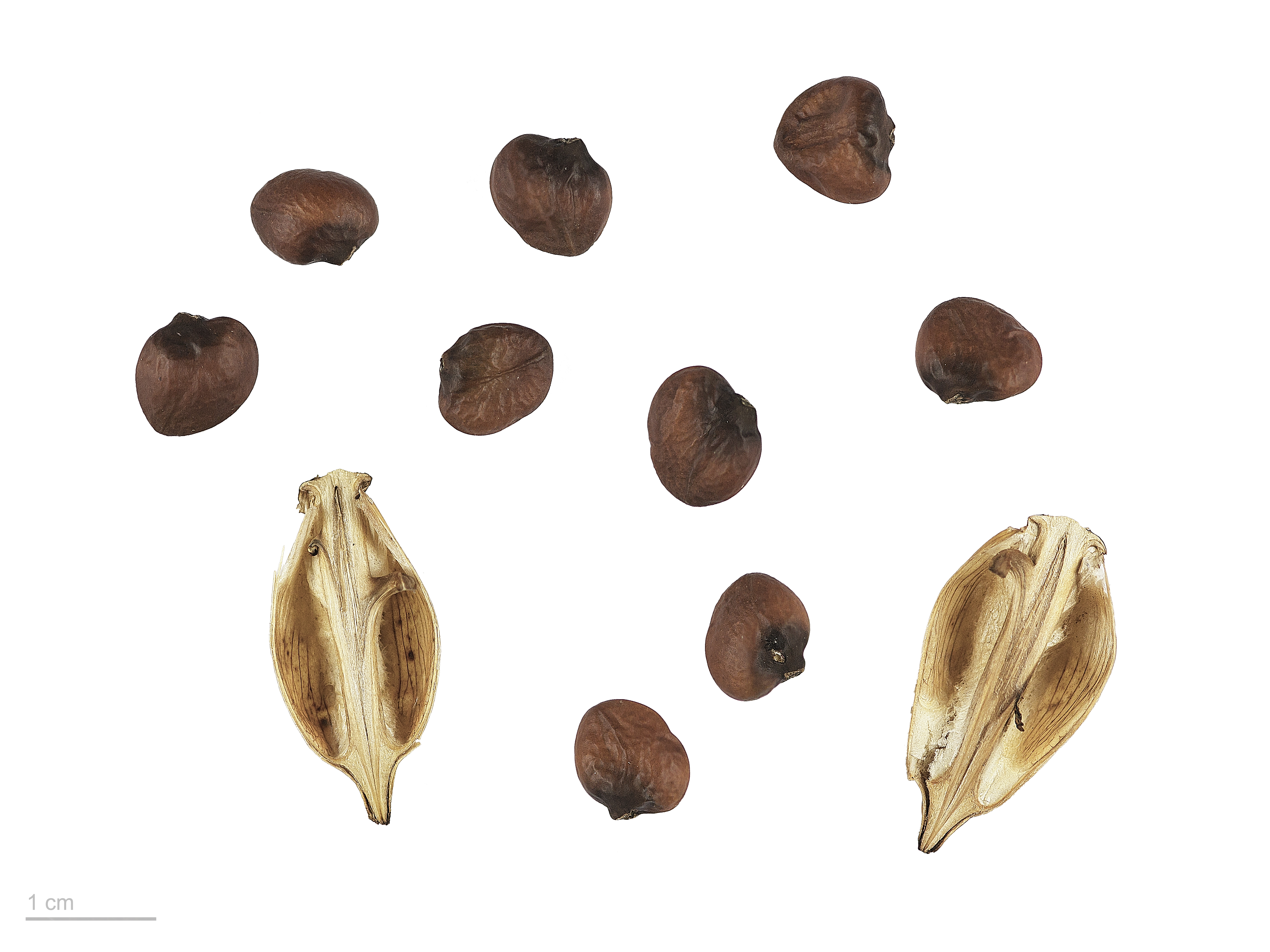
الفاكهة والبذور
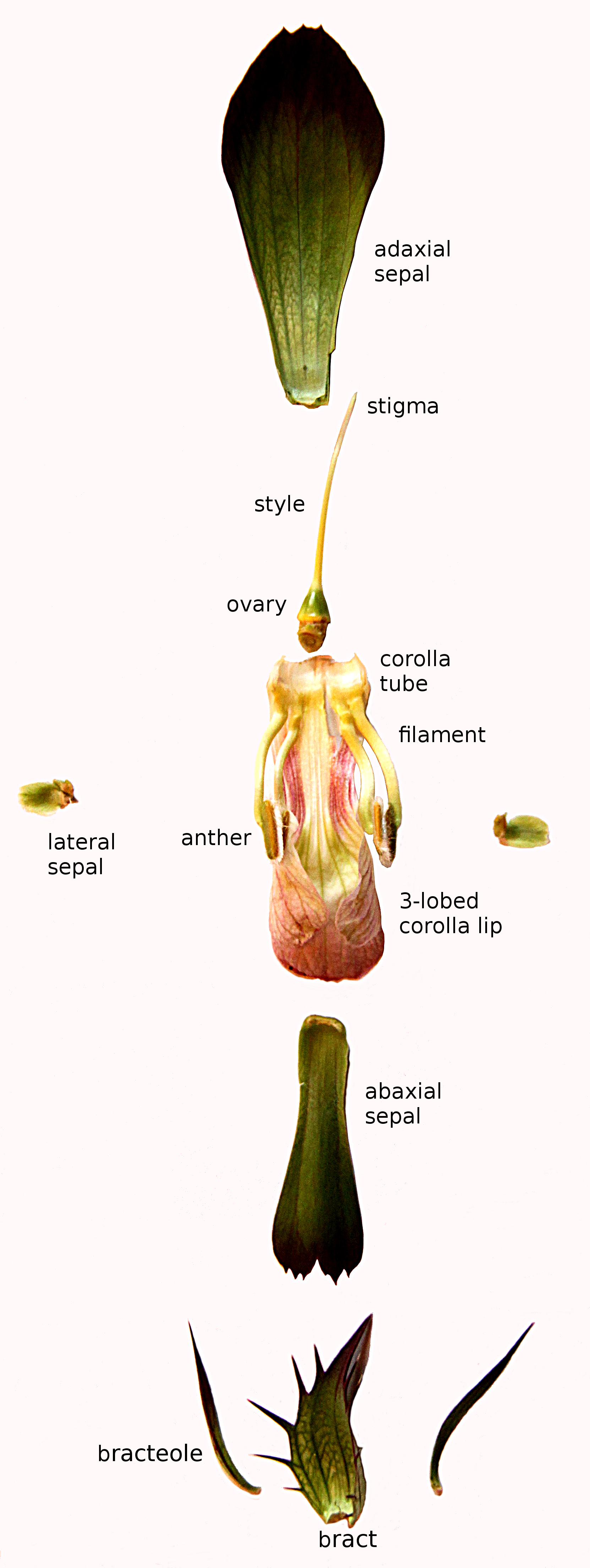
أجزاء الزهرة